# 중미혼성비행단
중미혼성비행단(중국어 정체자: 中美空軍混合團, 한자음: 중미공군혼성단→중미공군혼성연대, 영어: Chinese-American Composite Wing (Provisional) (CACW))는 중일 전쟁에서 중화민국 공군과 미국 육군 항공대가 연합하여 임시로 운영하였던 혼성항공전투부대이다.

## 역사

### 창설
일본과의 전쟁을 계기로 미국군이 중일 전쟁에 개입하여 중화민국을 지원하게 되면서, 중화민국 공군은 미국 육군 항공대 제14공군이 있는 영국령 인도 카라치의 말리르 마을과 미국 본토의 루크 비행장으로 항공기 조종사들을 연수를 보내었다. 현역으로 복귀하여 제14공군을 지휘하고 있던 클레어 리 셔놀트 소장은 필요한 모든 것이 부족하고 외부에서의 지원이 지연되는 상황에서 연수를 받은 중화민국 공군의 항공전 인력과 시설 자산을 바탕으로, 미국 육군 항공대와의 연합전투부대를 편성할 계획을 세웠다.
1943년 6월, 영국령 인도 라호르에 훈련 스쿼드론을 두고 중화민국 공군의 제1, 3, 5대대를 B-25 미첼과 P-40 워호크을 다룰 수 있도록 9월까지 훈련하였다. 이후 중미혼성비행단이 제14공군 산하 지휘계통에 속하는 부대로서 창설되고, 10월 1일에 Winslow Morse 윈슬로 모스[*] 대령이 비행단장에 취임하였다. 이후, 11월부터 부대를 창더, 화룽, 웨양, 한커우 등으로 분산 배치하였다.

### 중일 전쟁
11월 25일, CACW 2중대의 B-25 6기가 구이린 비행장에서 이륙하여 쑤이촨의 비행장에서 재급유를 한뒤, 제14공군의 제11폭격기대대 소속 B-25 8기 편대, 제76전투기대대 소속 P-38G 7기 편대와 합류하였다. 일본령 타이완섬에 있는 신치쿠시 신치쿠현의 비행장을 폭격하였다.

### 종전 이후
1945년 8월 15일에 일본의 항복 선언으로 중일 전쟁은 국민혁명군의 승리로 끝나고, 중미혼성비행단 산하 부대는 각자 원대 복귀를 하면서 9월 19일에 해산하였다. 제1,3,5대대(=전대) 본부는 중화민국 공군으로 복귀하였고, 현재는 제1전술전투기연대(443), 제3전술전투기연대(427), 제5전술혼성연대(401)로서 활동 중이다.

## 인사

### 주요 인물
중령 윌리엄 노먼 리드
초창기의 플라잉 타이거스에 합류하여 가장 먼저 전투를 시작한 전투기 조종사였다. 중미혼성비행단의 제7전투기비행전대, 그리고 제3전투기비행전대에서로 근무하였다. 1944년 12월 19일에 무력화된 P-40에서 낙하산으로 탈출하다가 사살되었다.
대위 허웡토(何永道, 하영도)
허웡토 대위는 싱가포르에 남은 마지막 플라잉 타이거스 대원으로 보고된 인물이었다. 1944년, 그는 애리조나주의 루크 공군기지에서 훈련받은 B-25 미첼의 승무원이었다. 전쟁 이후, 싱가포르 공군 전투기 조종사로 근무하였고, 싱가포르 항공의 수석 기장으로 1980년에 퇴역하였다. 2024년 1월 6일에 103세의 나이로 사망하였다.

## 부대
CACW와 산하의 모든 소속부대는 임시상태로 운용되었다. 편제 단위는 미국 육국 항공대는 Group(전대)-Squadron(대대), 중화민국 공군은 대대-중대로 구분이 달랐다.
| 미국 | 중화민국 |
| --- | --- |
| - 제1폭격비행전대 (임시) - 제1폭격대대 (임시) - 제2폭격대대 (임시) - 제3폭격대대 (임시) - 제4폭격대대 (임시) - 제3전투비행전대 (임시) - 제7전투기대대 (임시) - 제8전투기대대 (임시) - 제28전투기대대 (임시) - 제32전투기대대 (임시) - 제5전투비행전대 (임시) - 제17전투기대대 (임시) - 제26전투기대대 (임시) - 제27전투기대대 (임시) - 제29전투기대대 (임시) | - 제1굉작기대대 (폭격기) - 제1중대 - 제2중대 - 제3중대 - 제4중대 - 제3구축기대대 (전투기) - 제7중대 - 제8중대 - 제28중대 - 제32중대 - 제5구축기대대 (전투기) - 제17중대 - 제26중대 - 제27중대 - 제29중대 |
| 轟炸機, 굉작기→폭격기, 驅逐機, 구축기→요격기 | |

## 인사
- 대령 Eugene L. Strickland 유진 L. 스트릭랜드[*], 스쿼드론 지휘관; 1943년 7월
- 대령 Winslow Morse 윈슬로 모스[*], 중미혼성비행단 단장; 1943년 10월 1일

## 기록

### 계보
- 초기에 1943년 7월 31일, 중화민국 공군 제1폭격전대 (임시)(1st Bomb Group) 및 제3전투기전대 (임시)(3rd Fighter Group)가 편성됨.
- 설립됨: 미국 육군 항공대, 중미혼성비행단 (임시)(Chinese American Composite Wing (Provisional)). 그리고 1943년 10월 1일에 활동을 개시함.

1945년 9월 19일 활동을 중단함.

### 기종
- P-40 워호크; 1943–1945
- P-51 머스탱; 1944–1945
- B-25 미첼; 1943–1945

## 참고
1. ↑  Hsu, Chung-mao; Chan, Candice (2020년 4월 24일). “Soong Mei-ling and the flying tigers: When China and the US fought shoulder to shoulder”. 《ThinkChina》 (영어). Singapore: Lianhe Zaobao. 2024년 6월 11일에 확인함. After the war in the Pacific broke out in December 1941 during World War II, the AVG was reorganised several times and became the 14th Air Force. China's air force sent pilots to India and the US for training and these US-trained pilots became the backbone of the Chinese air force. Subsequently, under Chennault's suggestion, China and the US came together to form the Chinese-American Composite Wing (Provisional). With a combined strength that was greater than Japan's forces, they managed to turn the tide of the war.
2. ↑  “BRIGADIER GENERAL WINSLOW C. MORSE”. 《The Official Home Page of U.S. Air Force》 (미국 영어). 2024년 6월 11일에 확인함. In October 1943 General Morse assumed command of the Chinese American Composite Wing in India. Returning to the United States in April 1945
3. ↑  “History and development of the 5th Tactical Composite Wing”. 《air Forces Headquarters, MND》 (영어). 2023년 3월 8일. 2024년 6월 11일에 확인함.
4. ↑  Fasiha Nazren (2024년 1월 6일). “Captain Ho Weng Toh, one of the last surviving Flying Tigers, dies aged 103”. 《Mothership》 (영어). Singapore. 2024년 6월 10일에 확인함.